# Falabella (empresa)
Falabella é uma loja de departamento fundada em 1889 por uma família italiana radicada no Chile. Propriedade de S.A.C.I., a Falabella conta com operações em Chile, Argentina, Peru, Colômbia, Uruguai e Brasil. Tal como em setembro de 2015, o número de empregados em toda a companhia ao nível de suas operações atingia ao todo 94.967 pessoas. Alguns de seus principais rostos têm sido Cecilia Bolocco, Kate Moss, Valeria Mazza, Gisele Bündchen, Sergio Lagos, Catalina Polido, Juanes, Miguel Bosé, Ricky Martin, Juanita Ringeling e Paulina Vega.

## História
Sua origem remonta-se a 1889, quando nasce como a primeira grande alfaiataria no Chile sob o comando de Salvatore Falabella, um imigrante italiano que residiu em Chile. Posteriormente, nos anos 1930, incorpora-se Alberto Solari, quem dá-lhe um grande impulso à loja incorporando novos produtos e locais de venda. Seu primeiro local fora de Santiago de Chile foi fundado em Concepção em 1962. Em 1980, cria seu cartão de crédito, CMR Falabella.

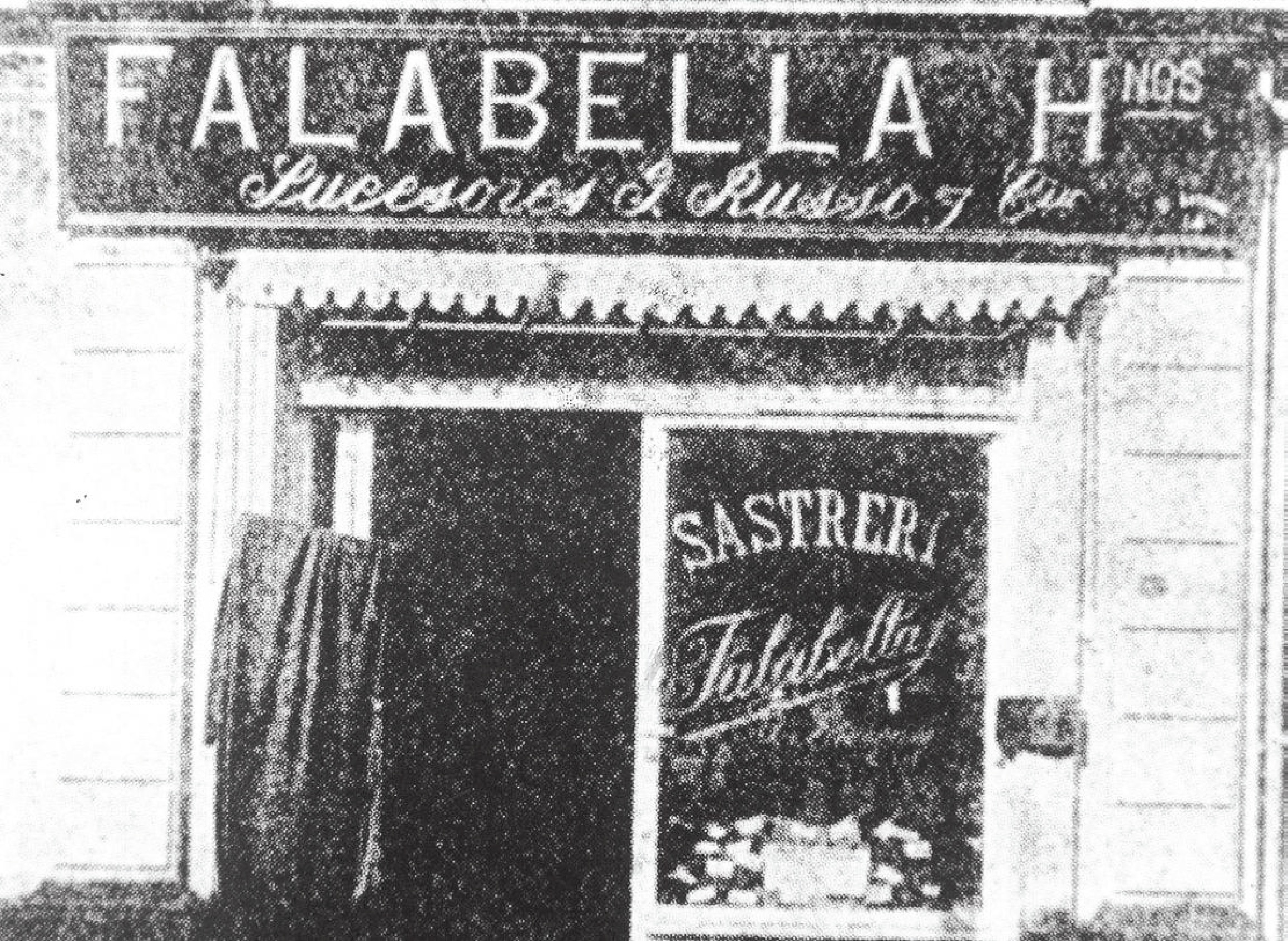
Primeira loja da Falabella em Santiago de Chile.

- Negócio de serviços financeiros através do Banco Falabella no Chile, Peru e Colômbia.
- Supermercados Tottus no Chile e Peru.
- Lojas para o equipamento e melhoria do lar Sodimac, Sodimac Construtor, HOMY, Homecenter Sodimac Corona, Imperial, Dicico e Maestro, com presença em Chile, Peru, Colômbia, Argentina, Uruguai e Brasil.
- Fabricação de vestuário e investimentos imobiliários em shoppings (50% do Mall Praça, 45% no Praça Vespucio, ambos no Chile e 100% de Malls del Perú no Peru).
- Abertura de sua agência de turismo, Viagens Falabella. Atualmente a empresa conta com mais de 37 sucursais ao longo do Chile e sucursais no Peru, Colômbia e Argentina.

Em 1996, debutou na Bolsa de Comércio de Santiago. Adicionalmente, em 1999, adquiriu o 20% da Farmácias Ahumada (que tem presença no Chile, Peru e México). No Chile, compete com outras grandes lojas como Ripley Corp. S.A. e Paris (sendo esta última seu principal rival).
A holding Bethia possui o 12,5 % da Falabella. A companhia é controlada pelas famílias Solari, Cúneo e Del Río, todas elas chilenas.
A empresa é muito conhecidas por suas campanhas publicitárias, entre as que destacam a Belleza, 100% actitude" protagonizada por Cecilia Bolocco, ex Miss Universo chilena, 7 días fantásticos (desde 2006 foi eliminado o texto 7 días do título, deixando apenas como Días fantásticos), as OfertAhorros, Rebajas sobre rebajas, Pascua feliz para todos, protagonizada pelo modelo argentina Valeria Mazza ou pelo cantor porto-riquenho Ricky Martin, entre outras.
Também conta com um programa de fidelidade de clientes chamado CMR Pontos, que depende do CMR, sua administradora de crédito.
Em 17 de maio de 2007, a Falabella acorda sua fusão com a D&S para formar a maior empresa de varejo do Chile, mas o Tribunal de Defesa da Livre Concorrência recusou a operação em 31 de janeiro de 2008, dando como argumentos fundamentais o que de se especificar, a fusão produziria uma enorme mudança na estrutura de mercado, se criando uma empresa que seria o ator dominante no varejo integrado e todos seus segmentos e uma diminuição substancial e duradoura nas condições de concorrência do mercado, que causaria prejuízo aos consumidores. No mesmo ano, adquire o 60% da maior ferralheria do Chile, a Imperial.
Em 2012, a Subsecretaria de Telecomunicações do Chile (Subtel) aceita a solicitação feita pela Falabella para converter-se em Operador Móvel Virtual, inaugurando-o durante o primeiro trimestre de 2012. No segundo trimestre do mesmo ano, a rede abre outra loja em Bogotá, no Shopping Titán Plaza.
Em abril de 2014, lança-se a quinta coleção de Basement por Kate Moss.
No início de maio de 2014, foi anunciado que a modelo Gisele Bündchen converter-se-ia em modelo da marca, deixando de lado a Valeria Mazza sozinha para as promoções natalinas do final do dito ano. Desta forma, foi lançada a sua primeira campanha, intitulada "Blue", baseada em tons azuis e roupa ligeira para primavera verão.

## Expansão

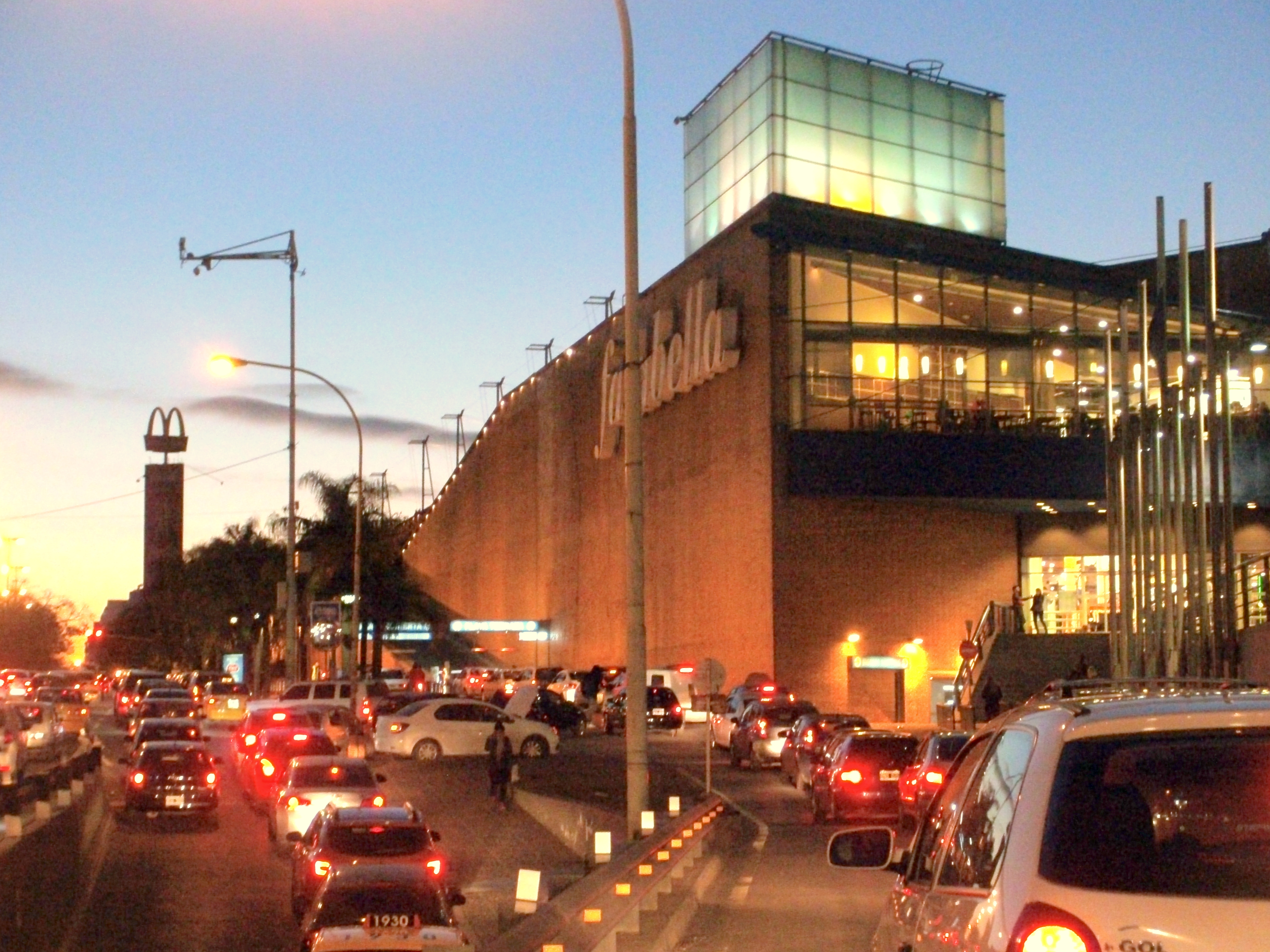
O shopping Falabella da cidade de Córdoba

Sua expansão para o exterior se inicia  na Argentina, com uma filial em Mendoza, em 1993. Em 1995, entra para o mercado peruano com a aquisição da rede Saga. A Falabella tem actualmente 42 lojas no Chile, 12 lojas em Argentina (Mendoza, Rosario, Córdoba, San Juan, três na Província de Buenos Aires e cinco na Cidade Autónoma de Buenos Aires), e 30 no Peru (Lima, Arequipa, Trujillo, Chiclayo, Piura, Cajamarca e Ica). Além disso, em novembro de 2006, inaugurou seu primeiro local na Colômbia, no shopping Santafé de Bogotá.
No início de maio de 2007, abriu suas portas ao noroeste da capital colombiana, no shopping Plaza Imperial (SUBA), onde num área de 10 000 metros quadrados. Os planos de expansão da rede contemplam a abertura de mais oito lojas nos próximos cinco anos, sendo que a de Medellín foi aberta ao público em 9 de novembro de 2007 no shopping San Diego e outra unidade na mesma cidade foi aberta em 2008.
Em 2009, outros locais da empresa são abertas na capital colombiana, localizados no bairro Modelia, no shopping Hayuelos para o noroeste da cidade, no Unicentro, no shopping Bima (atualmente não existe mais), no shopping Galerias na localidade de Chapinero, e o primeiro no sul da cidade, no shopping Centro Maior, este último inaugurado em 26 de março de 2010. Em 2014, foi inaugurado o Falabella do shopping Acqua Power Center, na importante cidade de Ibagué.
Em novembro de 2010, abre sua nova loja no shopping Parque Arvoredo (Parque Arauco), da firma chilena na cidade de Pereira em Colômbia, projetando esta loja como a nova líder da região.
Em maio de 2013, a rede inaugura uma nova loja na cidade de Floridablanca, bem perto da cidade de Bucaramanga, no novo shopping Parque Caracolí & Bulevard do Parque, do Parque Arauco.
No Peru, em maio de 2013, foi aberta uma multi loja no C.C. Plaza Norte. No Chile, em meados do segundo semestre, inicia-se um ensaio de uma nova empresa de celulares chamada Móvel Falabella, na qual suas primeiras sucursais estão localizadas no Mall Plaza Vespucio e no Mall Plaza Oeste. Adicionalmente, conta com um amplo portfólio de serviços entre os quais se encontra a Viajes Falabella e a Seguros Falabella, este último com um crescimento anual aproximado de 53%.
Em agosto de 2015, a Falabella inaugura sua loja de número 100 na América Latína, situada em Lima, Peru no shopping Real Praça do Centro Cívico.
Em 2016, a Falabella inaugura uma loja no shopping Primavera Urbana na cidade de Villavicencio, na Colômbia, sendo assim o primeira loja da Falabella em abrir suas portas nos Planos Orientais.
Em 2016, a Falabella assina um acordo com a Organización Soriana para a criação conjunta do formato Sodimac no México, para a venda de artigos para o lar.
Finalmente, para o ano 2017, a empresa já teria uma mega loja localizada no shopping Pacific Mall da cidade de Cali, sendo assim uma das lojas Falabella maiores do país.